# 망일사
망일사(望日寺)는 충청남도 서산시에 있는 사찰이다.
전하는 말에 의하면 고려 현종[재위 1010~1031] 대에 지성선사가 인법당을 창건하였다고 한다. 1619년(광해군 11)에 한여현(韓汝賢)이 간행한 『호산록(湖山錄)』에는 대산(大山) 중봉(中峰)에 절이 있다고 하였으며 이후 1628년(인조 6) 중수하였다. 현 건물은 1991년에 지어진 것이나 대웅전의 옛 축대를 통해 유구(遺構)의 흔적을 찾을 수 있다.
건물로는 대웅전, 요사채, 종각, 오층 석탑, 석등, 망로정, 산신각이 있다. 대웅전은 정면 5칸, 측면 2칸의 맞배지붕으로 1991년에 지어졌으며, 안에는 4구의 불보살상이 모셔져 있는 특이한 양식이다. 중앙의 두 부처는 석가불과 약사불로 추정되며 양옆에는 관음보살상과 대세지불상이 모셔져 있다. 불상 뒤로는 영산회상탱, 지장탱, 칠성탱, 신중탱 등이 봉안되어 있다. 망로정은 1960년에 건립되었는데 이곳에서 보면 서해가 한눈에 들어온다. 산신각은 1991년에 지어졌으며 옆에는 1932년에 건립한 ‘망일사 삼성각’이라 새겨진 비석이 있다. 오층 석탑은 1991년에 건립되었다. 산문의 이름은 망일사 세심문(洗心門)이다.